# Clea Hoyte
Clea Hoyte (sinh ngày 9 tháng 8 năm 1981, Saint Vincent và Grenadines), là một vận động viên cricket Tây Ấn, người đã chơi ba trận quốc tế một ngày nữ cho Tây Ấn vào năm 2003.